# Phragmipedium schlimii
Espèce
Statut de conservation UICN

 EN  : En danger
Statut CITES
Phragmipedium schlimii est une espèce de plantes à fleurs de la famille des orchidées et du genre Phragmipedium originaire de Colombie.